# Metagonia cara
Metagonia cara là một loài nhện trong họ Pholcidae. Loài này được phát hiện ở Belize.